# Saab-Lancia 600
De Saab-Lancia 600 is een gerebadgede Lancia Delta, die tussen 1980 en 1982 werd verkocht door Saab na een deal met Lancia.

## Geschiedenis
Kort nadat de productie van de Saab 96 in januari 1980 werd stopgezet, werd in Denemarken, Noorwegen en Zweden de Saab-Lancia 600 op de markt gebracht.
Saab en Lancia werkten sinds medio jaren zeventig al samen. Het Zweedse merk en de Fiat Group, sinds 1969 eigenaar van Lancia, tekenden toen een overeenkomst waarin onder andere werd vastgelegd dat de Autobianchi A112 vanaf 1974 via de Zweedse Saab-kanalen als Lancia A112 zou worden verkocht. Saab had destijds geen financiële middelen om zelf een compacte middenklasser te ontwikkelen en benaderde daarom Lancia voor de Delta. De Saab 600 was bedoeld als nieuw instapmodel maar was nauwelijks goedkoper dan de iets hoger gepositioneerde Saab 99 die door Saab zelf was ontwikkeld.
Waar de Lancia Delta met verschillende motoren verkrijgbaar was, leverde Saab de 600 alleen met de 85 pk sterke 1.5 liter benzinemotor, gekoppeld aan een handgeschakelde vijfversnellingsbak. De Saab 600 was leverbaar als GLS en luxere GLE. De GLE werd als gevolg van tegenvallende verkopen vanwege de hoge prijs al snel weer uit de prijslijst gehaald. Saab ontwikkelde zelf het verwarmings- en koelsysteem van de auto om beter aan te sluiten bij het klimaat in de Noordse landen. In vergelijking met de eerdere kleinere modellen van Saab was de 600 een grote vooruitgang op het gebied van comfort, ruimte en prestaties maar helaas was de kwaliteit van de auto's niet goed genoeg voor de (zoute) wegen in Scandinavië. Door de aanpassingen in verwarmingsysteem had de Saab-Lancia problemen met oververhitting en ondanks de betere roestpreventie bleek de metallic lak al na een paar jaar los te laten.
De Zweedse Saab-dealers verkochten (naast de 600 en de eerdergenoemde A112) ook de Lancia Prisma, maar net als de A112 uitsluitend onder de merknaam Lancia. De Saab-Lancia 600 was de laatste kleinere auto die werd verkocht onder de merknaam Saab, daarna zouden alleen nog grote en middelgrote Saab-personenauto's verschijnen. Officieel werd de Saab 600 nog tot 1984 geleverd maar de laatste twee productiejaren werden nog nauwelijks exemplaren verkocht. Tot 1986 was het model op de Zweedse markt verkrijgbaar, al stond de auto later als Lancia Delta in de prijslijst. In Finland werd de Saab-Lancia 600 niet verkocht omdat Saab-Valmet daar tussen 1979 en 1987 de concurrerende Talbot Horizon produceerde.
Saab en de Fiat Group zetten hun samenwerking voort en ontwikkelden gezamenlijk het Type 4-project dat medio jaren tachtig de Saab 9000 en Lancia Thema opleverde, naast de Fiat Croma en Alfa Romeo 164.
Vroegere modellen:
92001 · 
92 · 
93 · 
Sonnett I · 
95 · 
96 · 
Sonnett II · 
Sonnett III · 
99 · 
90 · 
600 · 
900 · 
9000 · 
9-3 · 
9-5 ·
9-4X · 
9-7X
Voormalig geplande modellen:
9-1/9-2 · 
9-6X
Conceptmodellen:
Aero-X · 
9-X